# Tunapuna
Tunapuna (pronunciaciónⓘ) es una localidad de Trinidad y Tobago, que forma parte de la región de Tunapuna-Piarco.

## Geografía
La localidad abarca parte de la isla Trinidad y limita al norte con Acono Village, al sur con Pasea Extension, al este con El Dorado y Macoya y al oeste con St. John's Village y St. Augustine.

## Demografía
Datos demográficos de la localidad de Tunapuna:
| Gráfica de evolución demográfica de Tunapuna entre 2000 y 2011 |
|                                                                |